# Superfamille des récepteurs de TNF
La superfamille des récepteurs de TNF (TNFRSF) est une superfamille de protéines regroupant des récepteurs de cytokines caractérisée par leur faculté de se lier aux facteurs de nécrose tumorale (TNF) à l'aide d'un domaine extracellulaire riche en cystéine,. Hormis le facteur de croissance nerveuse (NGF), tous les TNF sont homologues du TNF α. À l'état natif, la majorité des récepteurs de TNF forment des complexes trimériques dans la membrane plasmique. Ils contiennent par conséquent des domaines transmembranaires (TMD) bie que certains puissent être clivés sous forme soluble dans le cytosol, comme la protéine TNFR1 (en), voire être totalement dépourvus de TMD, comme la protéine Dcr3 (en). De plus, la plupart des récepteurs de TNF ont besoin de protéines adaptatrices spécifiques telles que TRADD, TRAF, RIPK (en) et FADD pour la signalisation aval. Les récepteurs de TNF sont avant tout impliqués dans les processus d'apoptose et d'inflammation, mais ils peuvent également intervenir dans d'autres processus impliquant une transduction de signal, comme ceux de prolifération, de survie et de différenciation. Ils sont exprimés dans une grande variété de tissus chez les mammifères, notamment les leucocytes.
Le terme récepteur de mort fait référence aux récepteurs de TNF qui contiennent un domaine de mort, comme le récepteur Fas et les protéines TNFR1, TRAIL-R1 et TRAIL-R2. On les appelle ainsi du fait que ces protéines semblent jouer un rôle important dans les processus d'apoptose, bien qu'on sache à présent qu'elles ont également d'autres fonctions.
Au sens strict, on parle de récepteur de TNF pour faire référence aux protéines typiques de la famille, c'est-à-dire TNFR1 et TNFR2 (en), qui reconnaissent le TNF α.
Il est impliqué en pathologie humaine dans les TRAPS.